# Белорусская губерния
Белору́сская губерния — губерния Российской империи, существовавшая в 1796—1802 годах.  Центр — город Витебск.

## История
После присоединения к Российской империи восточных воеводств после раздела Речи Посполитой 28 мая 1772 года был издан Наказ об образовании двух губерний: Псковской и Могилевской.
Т. к. граница между губерниями была проведена по реке Двине, то Витебская провинция была отнесена к Могилевской губернии. 10 августа 1772 года Генерал-Губернатор Псковской и Могилевской губернии предоставил доклад в котором полагал более удобным присоединить Витебскую провинцию к Псковской губернии, что и было утверждено императрицей Екатериной II.
В ноябре 1775 года в Российской империи была произведена административная реформа и вышло новое «Учреждение для управления губерний», согласно которому провинции ликвидировались.
Придя к власти, Павел I провёл новую административно-территориальную реформу. 12 декабря 1796 года была образована Белорусская губерния с центром в Витебске, состоявшая из 16 уездов: Белицкого, Велижского, Витебского, Городокского, Динабургского, Люцинского, Могилёвского, Мстиславского, Невельского, Оршанского, Полоцкого, Рогачёвского, Себежского, Сенненского, Чаусского, Чериковского. В её состав вошли земли Полоцкого и Могилёвского наместничеств.
Управлять такими большими по размерам губерниями было сложно, и в 1801 году Александр I провёл новую реформу. Согласно ей Белорусская губерния 27 февраля 1802 года была разделена на Витебскую и Могилёвскую губернии, которые вошли в состав Витебского и Могилёвского генерал-губернаторства.